# STS-60
STS-60 (englisch Space Transportation System) ist eine Missionsbezeichnung für das US-amerikanische Space Shuttle Discovery (OV-103) der NASA. Der Start erfolgte am 3. Februar 1994. Es war die 60. Space-Shuttle-Mission und der 18. Flug der Raumfähre Discovery.

## Mannschaft

### Hauptmannschaft
- Charles Bolden (4. Raumflug), Kommandant
- Kenneth S. Reightler (2. Raumflug), Pilot
- Jan Davis (2. Raumflug), Missionsspezialistin
- Ronald M. Sega (1. Raumflug), Missionsspezialist
- Franklin Chang-Diaz (4. Raumflug), Missionsspezialist
- Sergei Krikaljow (3. Raumflug), Missionsspezialist (Roskosmos)  Russland

Dies war der erste Flug eines NASA-Raumschiffs mit einem Vertreter der russischen Raumfahrtbehörde an Bord. Bolden und Chang-Diaz waren bereits bei der Mission STS-61-C im Januar 1986 zusammen geflogen.

### Ersatz
- Wladimir Titow  für Krikaljow

## Missionsüberblick
Die Wake Shield Facility (WSF) war die primäre Nutzlast der Mission. Ihr Zweck war das Wachstum hochreiner Galliumarsenid-Schichten unter den hervorragenden Vakuumbedingungen der Erdumlaufbahn mittels Molekularstrahlepitaxie. Die parabolförmige WSF mit einem Durchmesser von 3,6 Metern sollte vom Manipulatorarm des Shuttles ausgesetzt werden und sich im Formationsflug bis zu 75 Kilometer von der Discovery entfernen, um optimale Vakuumbedingungen zu erzielen. Der Experimentaufbau befand sich auf der Rückseite des WSF-Schildes, der senkrecht zur Flugrichtung ausgerichtet wurde und durch die Geschwindigkeit in der Umlaufbahn ein hochreines Vakuum im „Windschatten“ gewährleistete. Die WSF wurde vom Space Vacuum Epitaxy Center an der University of Houston entwickelt.
Das Experiment erwies sich zunächst als nicht durchführbar, da die Statuslichter an der WSF im hellen Sonnenlicht nicht zu erkennen waren und eine Fehlfunktion vermutet wurde. Beim nächsten Versuch gab es Probleme mit den Lageregelungssensoren der WSF, weshalb auf ein Aussetzen wiederum verzichtet wurde. Schließlich wurde die WSF aktiviert, während diese am Ende des Manipulatorarms verblieb. Zwei Galliumarsenid-Schichten konnten während einer Schlafperiode der Astronauten hergestellt werden. Aufgrund des Problems mit dem Horizontsensor der Lageregelung wurde beschlossen, auf ein Aussetzen der WSF zu verzichten und alle restlichen Testreihen durchzuführen, während sich die WSF am Roboterarm befand. Fünf weitere Kristallschichten wurden erzeugt, bevor ein letzter Versuch wegen eines Telemetrieproblems nicht durchgeführt werden konnte.
Im Spacehab-Modul wurden biotechnologische, metallurgische und pharmazeutische Experimente durchgeführt. So wurden spezielle Apparaturen zum automatischen Ablauf biologischer Experimente und zur Herstellung pharmazeutischer und biotechnologischer Präparate in Betrieb genommen (Bioserve Pilot Lab, Commercial Generic Bioprocessing Experiment, Organic Separation Experiment, Penn State Biomodule). An Ratten wurden Veränderungen im Immunsystem während des Fluges untersucht. Schon routinemäßig zum Programm gehörte die Herstellung reiner Proteinkristalle. Im menschlichen Körper gibt es mehr als 300.000 verschiedene Proteine. Ebenso Routine ist die Aufzeichnung der Beschleunigungen, die das Raumfahrzeug durch die Bewegungen der Besatzungsmitglieder erfährt. Erstmals kam hier jedoch eine Apparatur zum Einsatz, welche diese Beschleunigungen in drei Dimensionen registriert und misst. Ein spezielles Mischungsverfahren für unterschiedliche Metalle (Liquid Phase Sintering) wurde in einem Schmelzofen erprobt, um festere, leichtere und haltbarere Metalle für Schneidwerkzeuge, Kugellager und den Einsatz in der Elektronik zu gewinnen. Zur Kalibrierung eines Radarsystems auf der Erde zur Erfassung von Weltraumtrümmern wurden sechs Metallkugeln ausgesetzt (Experiment ODERACS). Durch die Verfolgung der Bahnen dieser Kugeln konnte das Haystack Orbital Debris Radar in Massachusetts genau eingestellt werden. Die nur wenige Zentimeter großen Kugeln umrundeten die Erde bis zu 200 Tage lang.
Am 8. Februar wurde eine Funk- und Fernsehverbindung zwischen der Discovery und den drei Kosmonauten an Bord der Raumstation Mir hergestellt. Der Orbiter befand sich zu diesem Zeitpunkt über dem Pazifik und die Mir über den USA.
Am 9. Februar wurde BremSat, ein nur 63 Kilogramm schwerer Kleinsatellit der Universität Bremen, aus der Nutzlastbucht ausgesetzt. Er war von der Firma OHB-System gebaut worden und führte Umweltbeobachtungen durch. Er erfasste Mikrometeoriten, Staubpartikel und Beschleunigungen durch Unregelmäßigkeiten im Schwerefeld der Erde und verglühte nach etwa einjähriger Betriebsdauer in der Erdatmosphäre.
Während der Mission wurden Reparaturen am Brauchwassersystem und an der Luftzirkulationseinheit erforderlich. Die Discovery landete auf Landebahn 33 des Kennedy Space Centers in Florida. Erstmals an Bord eines Space Shuttles war mit Sergei Krikaljow ein russischer Raumfahrer. Dieser führte unter anderem Experimente zur Beschleunigungsmessung (Space Acceleration Measurement System) durch.